# Crustulina
Crustulina is een geslacht van spinnen uit de  familie van de Theridiidae (kogelspinnen).

## Soorten
- Crustulina albovittata (Thorell, 1875)
- Crustulina altera Gertsch & Archer, 1942
- Crustulina ambigua Simon, 1889
- Crustulina bicruciata Simon, 1908
- Crustulina conspicua (O. P.-Cambridge, 1872)
- Crustulina erythropus (Lucas, 1846)
- Crustulina grayi Chrysanthus, 1975
- Crustulina guttata (Wider, 1834) (Gevlekt raspspinnetje)
- Crustulina hermonensis Levy & Amitai, 1979
- Crustulina incerta Tullgren, 1910
- Crustulina jeanneli Berland, 1920
- Crustulina lineiventris (Pavesi, 1884)
- Crustulina lugubris Chrysanthus, 1975
- Crustulina molesta (Pavesi, 1883)
- Crustulina obesa Berland, 1920
- Crustulina scabripes Simon, 1881
- Crustulina starmuehlneri Kritscher, 1966
- Crustulina sticta (O. P.-Cambridge, 1861) (Egaal raspspinnetje)